# Silvia Abascal
Silvia Abascal Estrada (Madrid, 20 marzo 1979) è un'attrice spagnola.
Anche sua sorella Natalia Abascal è attrice.

## Biografia
La sua prima esperienza nel mondo dello spettacolo arriva nel (1993-1994), partecipando al programma TV Un, dos, tres... responda otra vez, del regista Narciso Ibáñez Serrador, per la televisione TVE.
Raggiunge la popolarità grazie alla sua interpretazione del personaggio di Clara nella sitcom televisiva Pepa y Pepe, nel 1994, sempre su TVE.
A diciotto anni inizia a studiare recitazione con Juan Carlos Coraza, oltre ad effettuare studi di danza spagnola e balletto classico.
Ottiene fama internazionale grazie alla sua interpretazione del personaggio Sol nella commedia A mia madre piacciono le donne nel 2001.
Nel 2004 ottiene una nomination al Premio Goya come Miglior Attrice Non Protagonista, per la sua interpretazione di Begoña nel film El Lobo.
Nel 2006, al Festival di Málaga, vince un Biznaga d'argento come Miglior Attrice per la sua interpretazione nel film La dama boba.
Continua la carriera alternando lavori per il cinema, per il teatro e per la televisione.
Collabora con numerosi progetti di varie ONG. Inoltre, è stata ambasciatrice UNICEF nella Commissione Spagnola dell'UNICEF.
È stata ricoverata a seguito di un ictus occorsole durante la serata conclusiva del Festival cinematografico di Malaga l'8 aprile 2011.

## Filmografia

### Cinema
- El tiempo de la felicidad, regia di Manuel Iborra (1997)
- La fuente amarilla, regia di Miguel Santesmases (1999)
- Endora, regia di Fernando Mainguyague - cortometraggio (1999)
- La cartera, regia di Miguel Martí - cortometraggio (2000)
- Ingannevoli sospetti (La voz de su amo), regia di Emilio Martínez Lázaro (2001)
- A mia madre piacciono le donne (A mi madre le gustan las mujeres), regia di Inés París e Daniela Fejerman (2001)
- Al empezar la semana, regia di Carlos Cabero - cortometraggio (2002)
- Canciones de invierno, regia di Félix Viscarret - cortometraggio (2004)
- El Lobo, regia di Miguel Courtois (2004)
- Peperoni ripieni e pesci in faccia, regia di Lina Wertmüller (2004)
- La señorita Zuenig, regia di Sofia Teixeira-Gomes - cortometraggio (2004)
- Vida y color, regia di Santiago Tabernero (2005)
- Yo, regia di Nano Alonso - cortometraggio (2006)
- La dama boba, regia di Manuel Iborra (2006)
- Escuchando a Gabriel, regia di Jose Enrique March (2007)
- Enloquecidas, regia di Juan Luis Iborra (2008)
- El amor se mueve, regia di María Mercedes Afonso Padrón (2008)
- La herencia Valdemar, regia di José Luis Alemán (2010)
- La herencia Valdemar II: La sombra prohibida, regia di José Luis Alemán (2010)
- Pasaje de vida, regia di Diego Corsini (2015)
- Francisco - El Padre Jorge, regia di Beda Docampo Feijóo (2015)
- Ma ma - Tutto andrà bene (Ma ma), regia di Julio Medem (2015)
- Truman - Un vero amico è per sempre (Truman), regia di Cesc Gay (2015)
- Los comensales, regia di Sergio Villanueva (2016)
- Asombrosa Elisa, regia di Sadrac González-Perellón (2022)

### Televisione
- Un, dos, tres... responda otra vez – programma TV, 18 episodi (1993-1994)
- Telepasión española – programma TV, 1 episodio (1995)
- Pepa y Pepe – serie TV, 34 episodi (1995)
- Turno de oficio: Diez años después – programma TV, 1 episodio (1996)
- Don Juan – miniserie TV, 2 episodi (1997)
- Hostal Royal Manzanares – serie TV, 12 episodi (1997)
- El comisario – serie TV, 13 episodi (1999-2000)
- Viento del pueblo (Miguel Hernández) – miniserie TV, 2 episodi (2002)
- Una nueva vida – serie TV, episodio 1x01 (2003)
- Aquí no hay quien viva – serie TV, episodi 1x15-1x16 (2003)
- Dentro del paraíso, regia di Manuel Estudillo – film TV (2005)
- Vientos de agua – miniserie TV, 3 episodi (2006)
- Futuro: 48 horas – miniserie TV, 2 episodi (2008)
- Acusados – serie TV, 13 episodi (2009)
- Piratas – serie TV, 8 episodi (2011)
- La cattedrale del mare (La catedral del mar) – serie TV, 5 episodi (2018)
- La cuoca di Castamar (La cocinera de Castamar) – serie TV, 5 episodi (2021)
- Cuéntame cómo pasó – serie TV, 14 episodi (2021)
- Garcia! (¡García!) – serie TV, 6 episodi (2022)
- Montecristo – serie TV, 6 episodi (2023)

## Teatro
- Romeo y Julieta (1999)
- La gaviota (2002)
- Historia de una vida (2004-2005)
- Siglo XX que estás en los cielos (2006)
- Gatas (2008)
- Días de vino y rosas (2009)

## Premi

### Premio Goya
- 1999: nomination come Miglior Attrice Rivelazione per La fuente amarilla
- 2004: nomination come Miglior Attrice in un Ruolo di Supporto per El Lobo
- 2006: nomination come Miglior Attrice Non Protagonista per La dama boba

### Unión de Actores
- 2004: nomination come Miglior Attrice Secondaria per El Lobo
- 2005: nomination come Miglior Attrice di Teatro per Historia de una vida

### Festival de Málaga
- 2006: vincitrice del Biznaga d'argento come Miglior Attrice per La dama boba di Manuel Iborra

### Premios Ercilla de Teatro
- 2008: nomination come Miglior Attrice per GatasGatas